# 빌리 호셜
빌리 호셜(영어: Billy Horschel, 1986년 12월 7일 ~ )은 미국의 프로 골프 선수이다.